# 齊湣王
齊湣王（約前323年—前284年），又作齊閔王，妫姓，田氏，名地，一名遂，战国时期齐国君主。在位十七年，屢建武功，破秦、燕諸國，制楚，滅宋。但也是其在位期間遭到五國合縱攻齊，齊國幾乎遭到滅亡。雖後來齊將田單用計復國，齊國卻從此一蹶不振，再無稱霸的實力。

## 生平
齊湣王三年（公元前298年），派孟嘗君入秦，秦昭襄王任孟尝君為宰相，後被扣押，賴雞鳴狗盜食客之助得脫，後任齊相。不久齊湣王整頓稷下學宮，孟嘗君憂功高而震主，出走魏國。
周赧王元年（前314年），湣王的父親齊宣王派軍攻破燕國，燕王噲、太子平及宰相子之皆死。周赧王三年（前312年），燕人立燕昭王，亟思復仇的燕昭王採納樂毅及蘇秦建議爭取盟國、孤立齊國，蘇秦兩次入齊離間，齊湣王相繼西向攻打秦國。
周赧王二十七年（前288年），齊秦互帝。
周赧王二十九年（前286年），齊滅宋。
周赧王三十一年（前284年），燕國昭王以樂毅為上將軍，聯合楚、秦與三晉之師攻齊，齊國大敗；燕軍又於臨淄城西之秦周大敗齊軍，達子戰死，燕軍攻入臨淄，湣王出逃至莒，但被名義上協防的楚國將軍淖齒所殺。

## 传说
相传齐湣王战败后走投无路，被飞来的凤凰所救。因此有说法称中国传统建筑屋顶脊兽中的骑凤仙人为齐湣王的形象。

## 家庭
父母
- 齊宣王 田辟疆

妻妾
- 宿瘤女，齊國東郭采桑之女。早卒。
- 齊湣太后（《說苑·奉使》「王（太子法章）與太后奔于莒」）

子女
- 齊襄王 田法章
- 田關，以田氏遠祖陳胡公諡號為氏，改姓胡，為胡關。

## 影視作品
- 1994年中国电视剧《東方小故事之濫竽充數》：夏正興 饰
- 2017年中国电视剧《大秦帝國之崛起》：王繪春 饰
- 2019年中国电视剧《風雲戰國之列國》：李立羣 饰

### 引用
1. ↑  《史記·孟嘗君列傳第十五》：齐湣王二十五年，复卒使孟尝君入秦，秦昭襄王即以孟尝君为秦相。
2. ↑  《史記·孟嘗君列傳第十五》：湣王不自得，以其遣孟尝君。孟尝君至，则以为齐相，任政。
3. ↑  《史記·燕召公世家第四》：齊宣王因令章子将五都之兵，以因北地之眾以伐燕。士卒不戰，城門不閉，燕王哙死，齐大胜。
4. ↑  《史記·田敬仲完世家第十六》
5. ↑  《戰國策·齊策六·齐负郭之民有狐晅者》：王奔莒，淖齿数之......于是杀闵王于鼓里。
6. ↑  爱奇艺-iqiyi.com. . www.iqiyi.com.   [2020-10-24]. （原始内容存档于2020-10-27） （中文（中国大陆））.

### 书目
- 《先秦诸子系年考辨》：一二八、齐湣王在位十八年非四十年其元年为周赧王十五年非周显王四十六年辨

| 前任： 父齊宣王 | 齊國君主 前300年—前284年 | 繼任： 子齊襄王 |